# Эдвардс, Росс
Росс Эдвардс (англ. Ross Edwards; род. 1 декабря 1942, Cottesloe) — австралийский крикетист, серебряный призёр чемпионата мира (1975) в составе национальной сборной.

## Биография

### Ранняя жизнь
Родился 1 декабря 1942 года в Коттеслоу, штат Западная Австралия, Австралия, в семье крикетиста Эдмунда Эдвардса.

### Командная карьера
В сезоне 1964/65 он стал выступать в составе команды «Западная Австралия», а в сезоне 1971/72 чемпионата Австралии ему удалось набрать свыше четырёх сотен очков, после чего он направился в Англию. В 1979 году он ненадолго присоединился к команде «Новый Южный Уэльс», которую покинул уже в следующем году.

### Карьера в сборной
Свой первый матч в составе сборной Австралии Эдвардс провёл 22 июня 1972 года против команды Англии. В 1975 году он был в составе национальной команды, представлявшей страну на чемпионате мира в Англии, завоевав серебряные медали турнира.
Его последний выход за сборную состоялся 28 августа 1975 года против английской национальной команды. 